# ベンジャミン・メルニカー
ベンジャミン・メルニカー（Benjamin Melniker, 1913年5月25日 - 2018年2月26日）は、アメリカ合衆国の映画プロデューサー。

## 人物
映画『バットマン』シリーズのプロデューサーとして知られ、マイケル・ウスランと頻繁に仕事をしている。彼は、かつてのMGMの重役であり、DCコミックスのキャラクターの映画化に努めていた。

## フィルモグラフィ
- ヘロイン大追跡 Mitchell (1975)
- コンバット・恐怖の人間狩り Shoot (1976)
- 怪人スワンプ・シング 影のヒーロー Swamp Thing (1982)
- ダイノソーサーズ Dinosaucers (1987)
- 怪人スワンプシング The Return of Swamp Thing (1989)
- バットマン Batman (1989)
- バットマン・リターンズ Batman Returns (1992)
- バットマン/マスク・オブ・ファンタズム Batman: Mask of the Phantasm (1993)
- バットマン・フォーエヴァー Batman Forever (1995)
- バットマン&ロビン Mr.フリーズの逆襲 Batman & Robin (1997)
- Batman & Mr. Freeze: SubZero (1998)
- バットマン・ザ・フューチャー 蘇ったジョーカー Batman Beyond: Return of the Joker (2000)
- Batman: Mystery of the Batwoman (2003)
- キャットウーマン Catwoman (2004)
- ナショナル・トレジャー National Treasure (2004)
- バットマン ビギンズ Batman Begins (2005)
- バットマン ゴッサムナイト Batman: Gotham Knight (2008)
- ダークナイト The Dark Knight (2008)
- ザ・スピリット The Spirit (2009)
- ダークナイト ライジング The Dark Knight Rises (2012)
- LEGO ムービー The Lego Movie (2014)